# Le notti dei teddy boys
Le notti dei teddy boys è un film del 1959 diretto da Leopoldo Savona.

## Trama
Tre compagni di liceo si mettono d'accordo insieme ad altri amici per ricattare il sor Annibale, il proprietario del bar che frequentano. Il sor Annibale, uomo già sposato, ha una storia con l'ex cassiera del bar. Il gruppetto di truffatori lo ricattano chiedendogli centomila lire. Mario un ragazzo del gruppo viene arrestato e l'amico Costantino angosciato per l'arresto andrà al commissariato per scagionarlo.